# أندي ماسون
أندي ماسون (بالإنجليزية: Andy Mason)‏ (22 نوفمبر 1974 ببولتن في المملكة المتحدة - ) هو لاعب كرة قدم بريطاني في مركز الهجوم. لعب مع بولتون واندررز وماكليسفيلد تاون ونادي تشيسترفيلد وهال سيتي ونادي كيترينغ تاون ونادي تشورلي وليك تاون ‏ وليه جنيسيس ‏ ونادي بوسطن يونايتد.

## وصلات خارجية
- أندي ماسون على موقع قاعدة بيانات كرة القدم.إي يو (الإنجليزية)
- أندي ماسون على موقع Soccerbase.com (لاعب) (الإنجليزية)